# آديلسو
آديلسو (بالإنجليزية: Adelsö)‏ هي جزيرة في وسط بحيرة مالارين في السويد،  بالقرب من جنوب وشمال Björkfjärden. وهي المركز الإداري لمستعمرة الفايكنغ بيركا (بجوار جزيرة Björkö ).
مساحة الجزيرة 26.08 كم2. وعدد سكانها 700 نسمة في 2011م.

## وصلات خارجية
- Adelsö (بالسويدية)
- Adelsö (بالسويدية)